# إبراهيما نياني
ابراهيما نياني (بالفرنسية: Ibrahima Niane) (11 مارس 1999 في السنغال - ) هو لاعب كرة قدم سنغالي في مركز الهجوم. شارك مع منتخب السنغال تحت 20 سنة لكرة القدم. أما مع النوادي، فقد لعب مع جينيراسيون فوت ونادي ميتز.

## روابط خارجية
- إبراهيما نياني على موقع قاعدة بيانات كرة القدم.إي يو (الإنجليزية)
- إبراهيما نياني على موقع ليكيب (الفرنسية)
- إبراهيما نياني على موقع Soccerway.com (الإنجليزية)
- إبراهيما نياني على موقع عالم كرة القدم.نت (الإنجليزية)